# Gama-Valerolakton
γ-Valerolakton (GVL) ili gama-valerolakton je organsko jedinjenje sa formulom C5H8O2. Ova bezbojna tečnost je jedan od najčešćih laktona. GVL je hiralan, ali se obično koristi kao racemat. Lako se dobija iz celulozne biomase i potencijalno je gorivo i zeleni rastvarač.
GVL se ponaša kao prolek za γ-hidroksivalerinsku kiselinu (GHV), lek sa sličnim efektima kao i γ-hidroksibuterna kiselina (GHB), iako sa manjom snagom u poređenju sa njim. Pošto je GHB kontrolisan u mnogim delovima sveta, dok GVL nije, GVL je stekao popularnost kao zakonska zamena za GHB.

## Sinteza
GVL se proizvodi od levulinske kiseline, koja se dobija iz heksoza. U tipičnom procesu, celulozna biomasa, kao što je kukuruzna tuluzina, ljutak ili drvo, hidrolizuje se u glukozu i druge šećere pomoću kiselih katalizatora. Dobijena glukoza se zatim može dehidrirati preko hidroksimetilfurfurala da bi se dobila mravlja kiselina i levulinska kiselina, koje se ciklizuju do itermedijarnih nezasićenih prstenastih jedinjenja, koja se zatim mogu hidrogenisati u gama-valerolakton, koji ima potencijalnu primenu kao tečno gorivo.

## Osobine
Gama-Valerolakton je organsko jedinjenje, koje sadrži 5 atoma ugljenika i ima molekulsku masu od 100,116 .
| Osobina                  | Vrednost |
| ------------------------ | -------- |
| Broj akceptora vodonika  | 2        |
| Broj donora vodonika     | 0        |
| Broj rotacionih veza     | 0        |
| Particioni koeficijent ( | 0,7      |
| Rastvorljivost (logS, log(mol/L))       | -0,3     |
| Polarna površina (PSA, Å2)  | 26,3     |

## Literatura
- Clayden, Jonathan; Greeves, Nick; Warren, Stuart; Wothers, Peter (2001). Organic Chemistry (I изд.). Oxford University Press. ISBN 978-0-19-850346-0.
- Smith, Michael B.; March, Jerry (2007). Advanced Organic Chemistry: Reactions, Mechanisms, and Structure (6th изд.). New York: Wiley-Interscience. ISBN 0-471-72091-7.
- Katritzky A.R.; Pozharskii A.F. (2000). Handbook of Heterocyclic Chemistry (Second изд.). Academic Press. ISBN 0080429882.